# مارینا پانکووا
مارینا پانکووا (روسی: Марина Анатольевна Панкова؛ ۳ مارس ۱۹۶۳ – ۴ نوامبر ۲۰۱۵) بازیکن والیبال اهل شوروی بود.